# Тур Фри-Стейта
Тур Фри-Стейта (фр. Tour de Free State) — шоссейная многодневная велогонка, прошедшая по территории ЮАР в 2012 году.

## История
Гонка прошла единственный раз в конце мая 2012 года в рамках Женского мирового шоссейного календаря UCI. Она также стала единственной квалификационной женской шоссейной велогонкой в Африке на Олимпийские игры 2012 года.
Маршрут гонки был проложен в провинции Фри-Стейт и состоял из четырёх этапов: Заповедник Виллема Преториуса — Брендфорт, Яхерсфонтейн — Блумфонтейн, Кларенс — Кларенс и Кестелл — Кларенс. Между 2-м и 3-м этапами был предусмотрен день отдыха. Общая протяжённость дистанции составила почти 400 км.
Победительницей стала шведка Эмма Юханссон. Южноафриканкие гонщицы, показав хорошие результаты, смогли обеспечит себе три места на будущих Олимпийских играх в женской групповой гонке.

## Призёры
| Год  | Победитель    | Второй             | Третий      |
| ---- | ------------- | ------------------ | ----------- |
| 2012 | Эмма Юханссон | Ханка Купфернагель | Эшли Молман |